# KFNB – Vulcan II bis Glaucos I
| KFNB „VULCAN II“ bis „GLAUCOS I“ | KFNB „VULCAN II“ bis „GLAUCOS I“ | KFNB „VULCAN II“ bis „GLAUCOS I“ | KFNB „VULCAN II“ bis „GLAUCOS I“ | KFNB „VULCAN II“ bis „GLAUCOS I“ |
| -------------------------------- | -------------------------------- | -------------------------------- | -------------------------------- | -------------------------------- |
| KFNB „Minos“                     |                                  |                                  |                                  |                                  |
| Technische Daten                 |                                  |                                  |                                  |                                  |
|                                  | 1853                             | 1864                             | 1868                             | nach 1867                        |
| Bauart                           | 1B n2                            | 1B n2                            | 1B n2                            | 1B n2                            |
| Zylinder-Ø                       | 382 mm                           | 382 mm                           | 382 mm                           | 382 mm                           |
| Kolbenhub                        | 606 mm                           | 606 mm                           | 606 mm                           | 606 mm                           |
| Treibrad-Ø                       | 1264 mm                          | 1264 mm                          | 1264 mm                          | 1264 mm                          |
| Laufrad-Ø vorne                  | 948 mm                           | 948 mm                           | 948 mm                           | 948 mm                           |
| Laufrad-Ø hinten                 | –                                | –                                | –                                | –                                |
| Fester Radstand                  | k. A.                            | 3306 mm                          | 3319 mm                          | 3306 mm                          |
| Gesamtradstand                   | k. A.                            | 3306 mm                          | 3319 mm                          | 3306 mm                          |
| Gesamtradstand + Tender          | k. A.                            | k. A.                            | k. A.                            | k. A.                            |
| Heizfl. d. Rohre                 | 76,8 m²                          | 73,5 m²                          | 81,5 m²                          | 81,2 m²                          |
| Heizfl. d. Feuerbüchse           | 5,9 m²                           | 6,6 m²                           | 7,0 m²                           | 7,2 m²                           |
| Rostfl.                          | k. A.                            | k. A.                            | k. A.                            | 1,24 m²                          |
| Dampfdruck                       | 5,4                              | 6,5                              | 6,5                              | 6,5                              |
| Gewicht (leer)                   | k. A.                            | 24,0 t                           | 24,5 t                           | k. A.                            |
| Adhäsionsgewicht                 | k. A.                            | 19,7 t                           | 19,7 t                           | 19,7 t                           |
| Dienstgewicht                    | k. A.                            | 27,1 t                           | 27,1 t                           | 27,1 t                           |
| Dienstgewicht + Tender           | k. A.                            | k. A.                            | k. A.                            | k. A.                            |
| Wasser                           | k. A.                            | k. A.                            | k. A.                            | k. A.                            |
| Kohle                            | k. A.                            | k. A.                            | k. A.                            | k. A.                            |
| Länge                            | k. A.                            | k. A.                            | k. A.                            | 7,758 m                          |
| Länge + Tender                   | k. A.                            | k. A.                            | k. A.                            | k. A.                            |
| Höhe                             | k. A.                            | k. A.                            | k. A.                            | k. A.                            |

Die Dampflokomotiven „VULCAN II“ bis „GLAUCOS I“ waren Güterzuglokomotiven der KFNB.
Sie wurden 1852/1853 von der Lokomotiven- und Maschinenfabrik J.A. Maffei in München an die KFNB mit der Achsformel 1B geliefert.
Sie entstammten dem ersten Versuch John Haswells, des Leiters der Fabrik der Wien-Gloggnitzer Eisenbahngesellschaft, eine Einheitstype zu entwickeln, und waren ähnlich den unter „AUSTRIA II“ bis „SALAMANDER“ beschriebenen Lokomotiven.
Die Maschinen wurden mehrfach umgebaut.
Die „GLAUCOS I“ explodierte am 23. Mai 1871 in Oderberg.
Die „AEAKUS“ wurde 1880 ausgemustert, die anderen Maschinen dieser Type schon 1869 bis 1871.
Die „VULCAN II“ und die „APIS I“ an die Bauunternehmung Gebrüder Klein verkauft.